# Бромноватистая кислота
Бромноватистая кислота — сложное неорганическое соединение брома, водорода и кислорода с химической формулой HBrO. Слабая неустойчивая кислота, соли и сложные эфиры которой называют гипобромитами.

## Получение
Диспропорционирование брома в воде:
{\displaystyle {\mathsf {Br_{2}+H_{2}O\rightleftarrows HBr+HBrO}}}
Для смещения равновесия реакции вправо используется оксид ртути(II):
{\displaystyle {\mathsf {2Br_{2}+HgO+H_{2}O\rightarrow HgBr_{2}+2HBrO}}}
Концентрация бромноватистой кислоты в полученном растворе не превышает 6 %.

## Свойства
В свободном виде не выделена, известна только в водном растворе с концентрацией до 30 %. Разлагается в основном на кислород и бромоводородную кислоту:
{\displaystyle {\mathsf {2HBrO\rightarrow 2HBr+O_{2}}}}
При отсутствии света также возможно образование бромноватой кислоты:
{\displaystyle {\mathsf {3HBrO\rightarrow HBrO_{3}+2HBr}}}
Сильный окислитель (E = +1,59 В). К примеру, окисляет концентрированную иодоводородную кислоту до иода:
{\displaystyle {\mathsf {HBrO+2HI\rightarrow HBr+I_{2}\downarrow +H_{2}O}}}

## Применение
Иногда используется в тех же целях, что и хлорноватистая кислота: как отбеливатель, окислитель или дезинфицирующее средство.